# Christian Bujeau
Christian Bujeau (Charron, 14 ottobre 1944) è un attore, regista teatrale e insegnante francese.

## Biografia artistica
Ha recitato in numerosi spettacoli teatrali, film tra cui: I visitatori, I visitatori 2 - Ritorno al passato. È professore di drammaturgia presso l'école de Jean Périmony. Inoltre è maestro d'armi, divenuto grande amico di Christian Clavier che lo ha voluto nella serie televisiva Kaamelott
Nel 2008, ha interpretato il ruolo di The Lord, il più grande super cattivo di tutti i tempi, nella serie Hero Corp, diretta da Simon Astier.
Nel 2012, ha indossato la tonaca di monsignor O'Hara nel musical Sister Act che si è tenuto al Théâtre Mogador fino al 30 giugno 2013.
Insegna come insegnante di recitazione nella scuola di Jean Périmony.

## Filmografia parziale

### Attore
- I visitatori (Les visiteurs), regia di Jean-Marie Poiré (1993)
- I visitatori 2 - Ritorno al passato (Les Couloirs du temps: Les visiteurs), regia di Jean-Marie Poiré (1998)
- Il ritorno dell'eroe (Le retour du héros), regia di Laurent Tirard (2018)

## Premi
- Secondo premio in recitazione commedia al Conservatoire national supérieur d'art dramatique.